# Fate/stay night: Unlimited Blade Works (film)
Pour le jeu d'origine, voir Fate/stay night.
Fate/stay night: Unlimited Blade Works (劇場版 フェイト／ステイナイト アンリミテッドブレイドワークス, Gekijōban Feito/sutei naito: Anrimiteddo Bureido Wākusu) est un film d'animation japonais réalisé par Yūji Yamaguchi (en). Unlimited Blade Works couvre les événements du deuxième scénario éponyme du visual novel Fate/stay night de TYPE-MOON. Le film se concentre principalement sur deux jeunes mages, Shirō Emiya et Rin Tōsaka, et leurs Servants, qui participent à un conflit connu sous le nom de Guerre du Saint-Graal. Pendant les combats, Shirō croise souvent le chemin du Servant de Rin, Archer, qui cherche sa mort bien qu'il soit son allié.
Le film a été produit par Studio DEEN après la sortie en 2006 de leur adaptation télévisée de Fate/stay night. La courte durée du film a posé des problèmes aux membres du personnel de production car ils visaient à couvrir un arc narratif qui demandait beaucoup plus de temps à raconter dans le visual novel. Le film est sorti au Japon le 23 janvier 2010 sur 12 écrans et a rapporté 37 699 500 yens.
TYPE-MOON a ensuite collaboré avec le studio ufotable pour réadapter Unlimited Blade Works sous la forme d'une série télévisée, diffusée pour la première fois en 2014.

## Synopsis
À l'occasion du 10e anniversaire du grand incendie de la ville de Fuyuki, Rin Tōsaka réalise le rituel d'invocation qui invoque Archer. Archer se bat par la suite Lancer, mais leur combat est observé par Shirō Emiya qui fuit mais il est trouvé par Lancer et se fait tuer. Rin utilise son collier pour faire revivre Shirō mais il est plus tard attaqué à nouveau par Lancer et invoque par inadvertance Saber, qui chasse Lancer. Dans une église, Kirei Kotomine parle à Shirō de la Guerre du Saint Graal qui décide de se battre. Shirō propose une alliance à Rin, mais ils sont interrompus par Illyasviel von Einzbern et Berserker. Un combat s'ensuit qu'Archer termine par une explosion massive. Illya se retire et Shirō s'effondre à cause de ses blessures.
Le lendemain, Shirō ressent une étrange sensation en entrant dans l'école et va voir Rin pour enquêter. Ils rencontrent Rider et son Master, qui se révèle être Shinji Matō. Rin sauve Shirō tandis que Shinji s'enfuit dans l'école. Shirō invoque Saber et ils trouvent Shinji recroquevillé dans le coin d'une salle de classe avec Rider qui disparaît en étant vaincue. Shinji prétend que quelqu'un d'autre l'a fait et s'enfuit à nouveau. Plus tard, Kotomine offre à Shinji un nouveau serviteur.
Cette nuit-là, Shirō se rend au temple Ryūdō où Caster tente de prendre ses sorts de commandement. Saber le suit, mais elle est arrêtée par Assassin tandis que Shirō est sauvé par Archer qui engage et domine ensuite Caster, lui épargnant la vie. Shirō se dispute avec Archer, qui dit à Shirō d'accepter qu'il ne peut pas sauver tout le monde. L'ignorant, Archer se retourne contre Shirō avant d'être sauvé par Saber. De retour à la maison, Rin, Shirō et Saber sont pris en embuscade par Caster qui poignarde Saber avec Rule Breaker, une arme qui annule les contrats des Servants avec leur Master. Saber résiste aux ordres de Caster de tuer Rin et Shirō avant de disparaître avec Caster. Caster tue Kotomine et prend le contrôle de l'église et Rin et Archer affrontent bientôt Caster et son Master Sōichirō Kuzuki, mais Archer trahit Rin. Shirō intervient avant qu'Archer ne dise à Caster de les épargner. Surpassés, les deux décident de demander l'aide d'Illya.
Shirō et Rin arrivent au château d'Illya pour trouver Illya et Berserker attaqués par Shinji et son nouveau Servant Gilgamesh, qui bat Berserker et arrache le cœur d'Illya. Rin et Shirō affrontent Shinji qui leur offre une chance de le rejoindre qu'ils refusent, et Shinji et Gilgamesh battent en retraite. Après une brève discussion, Rin et Shirō rencontrent Lancer et acceptent son offre d'assistance.
De retour à l'église, Lancer affronte Archer tandis que Rin et Shirō se battent contre Caster et Sōichirō. Les deux sont soudainement sauvés par Archer qui tue à la fois Caster et Kuzuki, puis reprend son attaque sur Shirō. Rin forme un nouveau contrat avec Saber et Archer révèle une Dimension Propre (固有結界, Koyū kekkai, en anglais : Reality Marble) appelée « Unlimited Blade Works ». Archer déchaîne une pluie d'épées sur Shirō et Saber et en profite pour kidnapper Rin. Shirō demande à Archer de l'affronter au château des Einzbern.
Plus tard, Shirō se confronte à Archer et déduit du précédent commentaire de Rin qu'Archer est en fait le futur soi suicidaire de Shirō, qui cherche à tuer Shirō pour mettre fin à sa propre existence regrettable. Shirō et Archer commencent leur combat tandis que Lancer sauve Rin de Shinji et Kotomine, qui se révèle être encore vivant et qu'il est le Master de Lancer. Lorsque Lancer refuse de tuer Rin, Kotomine force Lancer à se suicider. Avant de mourir, Lancer empale Kotomine par derrière, fait fuir Shinji, détache Rin et met le feu au château. Shirō fait l'expérience d'une vision de l'avenir qui l'attend mais continue le combat malgré tout, battant Archer et déclarant qu'il ne regrettera pas ce qui l'attend. Gilgamesh interrompt soudainement le combat et blesse gravement Archer avant de se retirer en raison de l'incendie. Rin transfère plus tard une partie de ses sceaux magiques à Shirō afin qu'il puisse utiliser Unlimited Blade Works pour contrer Gilgamesh. Ailleurs, Gilgamesh implante le cœur d'Illya dans Shinji, qui se transforme en une grande masse difforme.
En arrivant au temple Ryūdō, Saber se bat contre Assassin tandis que Shirō et Rin affrontent Gilgamesh. Saber aide Rin à vaincre Assassin et Shirō active Unlimited Blade Works. Rin sauve Shinji et est sur le point d'être piégé jusqu'à ce qu'Archer intervienne. Saber utilise Excalibur pour détruire le Saint Graal inachevé et disparaît, après avoir épuisé son énergie magique. Pendant ce temps, Shirō parvient à dominer Gilgamesh et lui coupe un bras. Cela provoque un vide à partir de sa plaie qui commence à le consommer. Gilgamesh tente d'emporter Shirō avec lui, mais il est vaincu par Archer. Rin retrouve Archer, qui lui dit de s'occuper de son jeune soi. Elle promet de le faire et Archer disparaît. Avec la fin de la guerre, la vie reprend son cours normal et Rin et Shirō entament une relation amoureuse.

## Distribution
| Personnages             | Voix japonaise       | Voix française    | Voix anglaise      |
| ----------------------- | -------------------- | ----------------- | ------------------ |
| Saber                   | Ayako Kawasumi       | Dany Benedito     | Michelle Ruff      |
| Archer                  | Junichi Suwabe       | Damien Laquet     | Liam O'Brien       |
| Rin Tōsaka              | Kana Ueda            | Karl-Line Heller  | Mela Lee           |
| Shirō Emiya             | Noriaki Sugiyama     | Laurent Pasquier  | Sam Riegel         |
| Caster                  | Atsuko Tanaka        | Justine Hostekint | Tara Platt         |
| Shinji Matō             | Hiroshi Kamiya       | Damien Laquet     | Doug Erholtz       |
| Kirei Kotomine          | Jōji Nakata          | Pascal Gimenez    | Jamieson Price     |
| Illyasviel von Einzbern | Mai Kadowaki         | Karl-Line Heller  | Stephanie Sheh     |
| Taiga Fujimura          | Miki Itō             | NC                | Julie Ann Taylor   |
| Lancer                  | Nobutoshi Kanna      | Julien Dutel      |                    |
| Sakura Matō             | Noriko Shitaya (ja)  | Sandra Vandroux   | Sherry Lynn        |
| Assassin                | Shin'ichirō Miki     | NC                | David Vincent      |
| Berserker               | Tadahisa Saizen (ja) | Pascal Gimenez    | Michael McConnohie |
| Gilgamesh               | Tomokazu Seki        | Franck Adrien     | David Vincent      |
| Rider                   | Yū Asakawa           | Sandra Vandroux   | Karen Strassman    |
| Sōichirō Kuzuki         | Kazuhiro Nakata (ja) | NC                | Patrick Seitz      |
| Annonceuse              | Saori Hayami         | –                 | –                  |

## Production
L'idée de créer un film d'animation basé sur l'arc narratif Unlimited Blade Works du visual novel Fate/stay night a d'abord été suggérée au producteur Mitsutoshi Ogura de Geneon Entertainment en 2005. À l'époque, il organisait la production de la série d'animation pour le même jeu. Ogura a estimé que Unlimited Blade Works et Fate (ce dernier a servi de base à l'intrigue de la série) étaient les arcs d'histoire les plus intéressants du visual novel. Le réalisateur Yūji Yamaguchi de Studio DEEN avait des opinions similaires et a noté que Unlimited Blade Works avait de nombreux éléments du shōnen manga, avec un grand nombre de scènes brillantes. Il a déclaré qu'il pensait que l'intrigue et les composants dramatiques de l'arc narratif pouvaient être bien transmis au format cinématographique. En conséquence, le projet de réalisation du film a été approuvé immédiatement après l'achèvement des travaux sur la série télévisée de 2006, et le producteur Norimitsu Urasaki a rejoint le projet.
Selon Sato, le plus grand défi pour la production était la limitation de la durée du film. Il a eu plusieurs réunions avec des producteurs et a fait pression pour augmenter la durée à 107 minutes, ce qui a été approuvé. Yamaguchi a compris que cette durée était extrêmement courte par rapport à la série de 2006, où une séquence d'événements similaire a été racontée en 480 minutes. Par conséquent, il a décidé d'essayer de créer un équilibre entre les scènes quotidiennes et les combats en augmentant l'intensité et le poids émotionnel de ces derniers, ce qui a conduit à une réduction significative du contenu du prologue présenté plus tôt dans la série. Le réalisateur a rappelé qu'il voulait à l'origine montrer de nombreuses scènes du quotidien entre les combats, qui ont été préparées dans les ébauches de Sato, mais la plupart d'entre elles ne sont jamais intégrées dans le script final. Au stade de la planification initiale, Archer était considéré comme le personnage central, mais l'attention a été portée sur Shirō pendant la production.
Comme il y avait eu un conflit entre l'auteur de Fate Kinoko Nasu et le consultant Yamaguchi lors de la production de la série télévisée, TYPE-MOON n'a affecté qu'un conseiller secondaire pour la production du film, et son opinion n'a été prise en compte que pour des bases générales. Le réalisateur n'a refusé l'exclusion complète de Nasu de l'équipe de production que par crainte d'un départ excessif des canons de la franchise Fate. Le chef de TYPE-MOON, l'illustrateur Takashi Takeuchi, a conservé le rôle de consultant en character design. Le seul souhait exprimé par les créateurs du visual novel aux producteurs était que les scènes de combat ne deviennent pas l'élément dominant du film. Cependant, Urasaki n'a pas approuvé cette approche, car il craignait que le public ne se désintéresse et a donné le droit de déterminer finalement la direction du travail de Yamaguchi[pas clair],.
Peu de temps après l'approbation du scénario en 2008, le personnel de Studio DEEN a préparé un storyboard qui a été approuvé sans changements majeurs. Le budget du projet dépassant le montant alloué pour la série de 2006, il a été décidé de consacrer davantage de travail aux effets spéciaux pendant les scènes de combat. Une attention particulière a été accordée au rendu, car les créateurs ont cherché à s'assurer que tous les personnages étaient également bien reconnaissables et qu'il n'y avait pas d'erreur dans la position des ombres par rapport aux sources lumineuses. La mise en scène des combats entre Masters a été réalisée par Tsujitani, qui s'est inspiré de la manière dont les tokusatsu Kamen Rider et Metal Hero ont suivi les schémas de mouvement des personnages.
Contrairement à la série de 2006, les nuances de rouge ont été mises en valeur dans la palette de couleurs qui, selon le réalisateur, aurait dû « ajouter au divertissement cinématographique et à l'atmosphère adulte ». En raison du travail intense avec le script, Yamaguchi n'a pas eu assez de temps pour suivre la précision du transfert du character design original, et cette partie a été entièrement donnée à Takashi Takeuchi et au personnel du studio Megumi Ishihare.
Le poste de directeur de l'enregistrement a été attribué à Kōji Tsujitani, conservant son poste depuis la série de 2006. Tous les seiyū sélectionnés en 2005 pour la série ont repris leur rôle dans le film et ont été informés avant le début des travaux sur l'animation. Selon Junichi Suwabe, la plupart des comédiens de doublage n'ont pas été informés qu'ils travailleraient sur une version cinématographique de la route Unlimited Blade Works, et seul Ayako Kawasumi, qui jouait le rôle de Saber, avait appris cette information exacte. Suwabe et son partenaire Kana Ueda, qui a doublé Rin, ont déclaré qu'ils étaient heureux d'être invités à participer au film, car leurs personnages étaient au centre du scénario.
Les acteurs se sont souvenus d'avoir été surpris par l'abondance du dialogue dans un film relativement court – au total, le script entier prenait environ mille pages. Le doublage s'est déroulé sur quatre jours à l'automne 2009 et a duré en continu du matin jusqu'à tard le soir, au cours desquels, selon Ueda, les seiyū fatigués commettait un grand nombre d'erreurs. Cependant, selon Suwabe, l'ensemble de la distribution a bien fait son travail, car pendant trois ans depuis la sortie de la série, ils avaient également participé au doublage des nouvelles versions du visual novel et d'autres éléments de la franchise Fate/stay night. Suwabe a également noté que cette expérience, obtenue grâce à une familiarisation avec la source originale, leur a donné une compréhension plus complète de leurs personnages, qu'ils ont essayé de refléter dans ce film. Néanmoins, Tsujitani n'était pas satisfait de son propre travail, car il pensait qu'il ne pouvait pas demander aux comédiens de doublages de donner des performances fondamentalement différentes et pensait sérieusement à une réécriture complète de la piste vocale. Cependant, après avoir écouté la version finale, Yamaguchi a rejeté cette suggestion du directeur de l'enregistrement et a considéré que l'interprétation des seiyū dépassait ses attentes initiales.

### Audio
La bande originale du film a été composée par Kenji Kawai, qui a également travaillé pour la série télévisée de 2006. Kawai a composé une bande originale entièrement nouvelle qui n'a incorporé presque aucune musique de sa composition précédente pour la série télévisée. La seule exception à cette règle a été la composition « Emiya », qui a été incluse dans un nouvel arrangement à la demande des producteurs. Par rapport à la série télévisée, le compositeur a décidé d'augmenter le nombre de pistes avec des chœurs interprétées par l'Orchestre symphonique de Tokyo et a également utilisé un traitement sonore plus numérique. Les compositions ont été créées selon la série de visuelles déjà terminées, car Kawai a noté sa propre incapacité à travailler avec le storyboard sans ressentir une durée précise des mélodies. L'utilisation des compositions a été approuvée conjointement par Tsujitani et Yamaguchi, mais l'avis du compositeur a également été pris en compte par le producteur, avec un certain nombre de décisions clés sur le choix des pistes faites par Kawai et Tsujitani. Le directeur de l'enregistrement a décidé d'imposer des leitmotivs des personnages Servants à la mélodie principale de la composition de la scène, afin de souligner les références à l'histoire de ces personnages aux bons moments.
Il a fallu un mois pour créer l'intégralité de la bande originale musicale du film. Kawai n'a passé qu'une semaine à composer les 27 pistes, et le reste du temps à négocier, affiner et enregistrer, pour lequel le système Dolby Digital a été utilisé. Les plus difficiles, selon Kawai, étaient les compositions des scènes dans lesquelles les combats et les dialogues des personnages s'alternent entre eux - comme dans le combat entre Saber et Assassin - car le compositeur devait sélectionner avec précision le rythme pour ne pas détruire atmosphère de l'action. Kawai a souligné que son objectif principal était de se rapprocher le plus possible du rythme de ce qui se passait afin que le spectateur n'ait pas le sentiment d'écouter de la musique, plutôt que de regarder le film. Néanmoins, Kawai a déclaré que le résultat de ses efforts était « le travail d'un artisan, pas d'un artiste ».
Il a été décidé de confier les chansons de génériques d'ouverture et de fin à la chanteuse Sachi Tainaka (ja), comme cela avait été fait avec la série. En écrivant les paroles, Tainaka a passé en revue toutes les œuvres de la franchise Fate qui existaient à l'époque et a essayé de montrer la connexion des thèmes de la source originale avec le monde réel, et selon la chanteuse, le travail pour ce film a été celui qui lui a pris le plus de temps de sa carrière. Les résultats ont été les chansons « Imitation » et « Voice: Tadoritsuku basho (ja) (Voice〜辿りつく場所〜) ». Tainaka a essayé dans le premier de refléter les sentiments du protagoniste quant à la nécessité d'avoir un être cher, et dans le second de mettre l'accent sur le spectre émotionnel du scénario. Les producteurs ont demandé à Kawai de composer la musique pour la troisième chanson, qui devait être incluse lors du combat final entre Shirō et Gilgamesh, mais le compositeur a refusé, affirmant « qu'il ne peut pas écrire trois chansons d'affilée sur la même chose ». En conséquence, la composition « Emiya » a été utilisée deux fois dans le film.

### Sortie
Klockworx (ja) a distribué le film dans 12 salles de cinéma japonaises le 23 janvier 2010, ; la version physique en Blu-ray et DVD est éditée par Geneon Universal Entertainment, sortie le 30 septembre 2010,.
Le film a été projeté à l'étranger lors du festival britannique de films science-fiction et fantastiques Sci-Fi-London (en) le 2 mai 2010.
Kazé a publié les coffrets DVD/Blu-ray en France en 2011, Sentai Filmworks les a publié en Amérique du Nord le 12 juin 2012 et Manga Entertainment au Royaume-Uni le 30 septembre 2013.

## Accueil

### Box-office
Fate/stay night: Unlimited Blade Works a rapporté 3 205 829 $ dans le monde, dont 280 millions de yens au Japon et 5 829 $ à Taïwan.

### Réception critique
Fate/stay night: Unlimited Blade Works a reçu des critiques mitigées. Sa durée relativement courte, qui a fortement affecté le développement des personnages, a été fortement critiquée. Theron Martin d'Anime News Network a déclaré que le temps d'écran total avait été réduit de 80% par rapport à la série. Les critiques n'ont pas apprécié le prologue abrégé, qui a été raccourci à trois minutes, ce qui entrave la compréhension de la prémisse, et que les 25 premières minutes du film ont répété l'intrigue des onze premiers épisodes de la série télévisée de 2006,. Divers critiques ont souligné que l'histoire a progressé très hâtivement, avec de nombreux sauts d'une scène à l'autre sans aucune explication,. Todd Douglass Jr. de DVD Talk a déclaré que cela avait abouti à un « sentiment précipité et incomplet alors que l'histoire sautait d'une scène à l'autre et d'un combat à l'autre ».
John Rose de The Fandom Post a écrit que le rythme du récit « s'équilibrait sur une ligne mince avec une incompréhension totale », ce qui a provoqué une irritation parmi les spectateurs et entravé l'immersion dans l'atmosphère. Rose a considéré que les créateurs ont implicitement reconnu ce fait et ont donc alloué beaucoup plus de temps pour les scènes de combat pendant le point culminant afin de compenser le faible récit. Plusieurs critiques ont affirmé que le film n'avait pas correctement établi la cohérence narrative et qu'il était trop déroutant pour être agréable pour les nouveaux venus dans la franchise,,. Pour cette raison, les critiques n'ont pas recommandé le film à des spectateurs peu familiers avec le visual novel ou la série télévisée,, et ont déclaré que le film ne fonctionnait pas en tant que production indépendante,.
Dans une critique très crue pour UK Anime Network, Ross Liversidge a déclaré qu'il pensait que le film ne plairait qu'aux fans de scènes de combat colorées, car il considérait l'histoire « complètement brisée ». Cependant, Theron Martin et Chris Beveridge de The Fandom Post pensaient que les nouveaux arrivants seraient en mesure de comprendre ce qui se passait avec quelques difficultés,.
D'autres aspects du film ont reçu des commentaires plus positifs. Theron Martin a noté que, par rapport à la série télévisée, le film ne comportait pas d'éléments du genre harem et que la romance entre Shirō et Rin Tōsaka était bien développée. Chris Homer de The Fandom Post a noté qu'en comparaison avec le développement de personnage impopulaire de Shirō dans la série télévisée, le film montrait comment Rin l'avait aidé à apprendre de ses faiblesses et à maintenir son « idéologie de héros », donnant même des leçons à Archer. Homer a également salué le développement d'Archer, qu'il a qualifié de « vedette principale du film », et a estimé que le film illustrait avec succès son opposition avec Shirō. Martin a également souligné l'idéalisme de Shirō comme thème principal de l'adaptation du film et a noté des similitudes intéressantes entre Archer et Kiritsugu Emiya, y compris « comment devenir un héros et ne pas se révéler [un] cynique ». Cependant, les critiques de The Fandom Post ont noté que bien que le développement différent des personnages du film contraste avec celui de la série télévisée de 2006, ils ont apprécié la fin du film.
Par rapport à la série télévisée de 2006, les visuels du film ont été loués, les critiques notant que cela devait être attendu d'une adaptation cinématographique,,. Tous les critiques ont donné des notes élevées aux scènes de combat entre Servants,,,, dont celui reconnu comme le plus spectaculaire d'entre eux est la combat entre Saber et Berserker. Cependant, Chris Beveridge a souligné que malgré les visuels du film soient supérieurs à la série télévisée de 2006, ils étaient visuellement inférieurs à la série Fate/Zero produite ultérieurement par ufotable en 2011. Ross Liversidge a émis des commentaires positifs sur la palette de couleurs du film. Toutefois, il a réagi négativement au remplacement du contenu des scènes sexuelles dans le visual novel par des « insertions de néon inappropriées », mais a reconnu qu'il aurait été difficile d'inclure la version originale en raison de son contenu mature. La musique de Kenji Kawai a également reçu des éloges,.
Chris Beveridge a déclaré que le film était bon en soi, mais qu'il avait l'air « juste ridicule » par rapport à l'adaptation anime de Fate/Zero. Le film était le dernier projet conjoint géré entre Studio DEEN et TYPE-MOON. Quatre ans plus tard, TYPE-MOON a confié à ufotable la réalisation d'une adaptation télévisée du scénario d'Unlimited Blade Works, à la suite de leurs précédentes adaptations réussies de Fate/Zero et The Garden of Sinners.